# Enrajolat

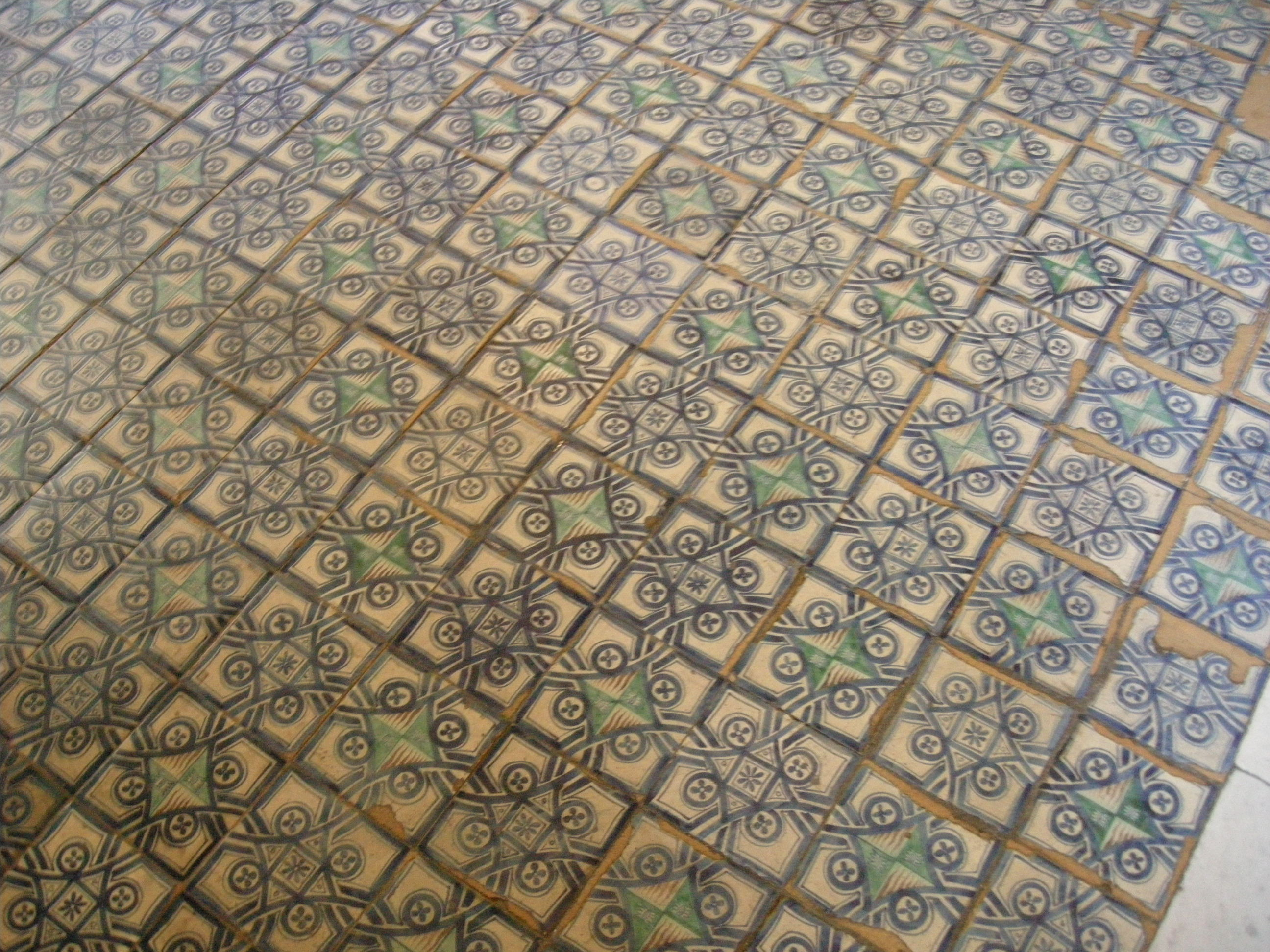
Enrajolat de la cambra dels Borja al Vaticà.

L'enrajolat és la totalitat de rajoles que es posen per sobre de la solera, d'una estructura, d'una paret… S'empra enrajolament o enrajolada per a designar l'acció de posar-les. En termes generals i designant el sòl fet amb qualsevol mena de material, pot rebre el nom de  paviment  (quan es construeix a l'exterior o per al trànsit de vehicles).
Dins l'entorn de la construcció l'enrajolat es considera un treball d'acabat i la seva missió essencial és de ser part de la superfície de desgastament apta per a caminar-hi o per a la circulació. La solera, al contrari, és part de l'obra, està situada immediatament per sota del sòl i té la finalitat fonamental d'assolir un nivell establit.

## Tipus d'enrajolat
La resistència a l'abrasió i als impactes és la propietat que defineix les aptituds de l'enrajolat. Ha de complir a més a més les condicions d'horitzontalitat i llisor, conjuntament amb la d'higiene, homogeneïtat i qualitat estètica. En condicions especials es pot exigir segons la seva destinació tingui característiques resistent als àcids, xispes, antilliscant, dur, atèrmic, asonor, etc.

## Classificació
Es pot classificar segons els següents criteris:
- Tipus i qualitat dels materials;
- Mètode d'execució;
- Treballs de terminació.

La llista de materials per a l'enrajolat ha anat variant amb l'avanç tecnològic de la indústria de la construcció.
Podem trobar enrajolats de ceràmica, de pedres naturals (marbre, etc..), monolítics, pre-emmotllats.... Tots aquests tipus tenen característiques particulars en la seva composició, construcció, materials i durabilitat.